# Smonka! A pico y pala
Smonka! A pico y pala  fue un programa de concursos emitido en el canal Paramount Comedy del 2008 al 2009, presentado por David Navarro, Dani Rovira e Iñaki Urrutia. Era un programa de preguntas y respuestas sobre cultura popular, sucesor de Smonka!.

## Formato y secciones
Los presentadores son una cuadrilla de albañiles, que aunque al principio iban a decorar el garaje donde se desarrolla el programa, acabaron presentándolo. Ahora el presentador principal es David Navarro que hace las veces de capataz para los otros dos presentadores, los albañiles. Los otros dos presentadores son el "Richard Gere" (interpretado por Iñaki Urrutia) y el "Chaval" (interpretado por Dani Rovira). El programa suele empezar con los presentadores hablando entre ellos de cualquier tema trivial, hasta que algún miembro del público les llama la atención, tras lo cual llega la cabecera del programa. Los concursantes se presentan diciendo su nombre y haciendo una rima con él, además de decir su profesión. 
Liderando estará David Navarro, que bajo su mando tendrá a una pareja muy particular: Dani Rovira e Iñaki Urrutia. Este trío debería estar trabajando en la remodelación del garaje donde se desarrolla el programa, pero una vez allí han cambiado de idea y se disponen a presentar el programa.
Smonka! A Pico y Pala está comandado por el "Capi" (David Navarro), el que maneja el cotarro ante concursantes y obreros. Les ríe las gracias, pero sin dejar de mandar y de quedar un poco por encima. Su oficial de primera es Iñaki Urrutia, alias Richal Gere. Lleva desde siempre con el "Capi" en la empresa, de hecho, estudiaron juntos el módulo de albañilería de la FP. Es un currante de pico, pala y sudor en la frente. Dani Rovira es el Peón, y el novio de la hermana de Iñaki, así que tiene que andarse con ojo. Aunque lleva tres años, sigue siendo el nuevo de la empresa, y no pierde su condición de aprendiz aunque, de lejos, es el que más sabe.
En su peculiar forma de reinterpretar el programa, la cuadrilla ha creado nuevas secciones: "Preguntas pá listillos y enteraos", "Esto qué es lo que es", y todo tipo de "torturas" con todo tipo de objetos. Además, Capi, Richal Gere y el Peón ofrecerán a los espectadores su Consejo del Día, a modo de monólogo.
Éstas son las pruebas (a las que suele dar paso el público):
- Preguntas para listillos y enterados: Preguntas variadas, lo que antes debería ser Cultura Basura.

- Putadillas: La primera putadilla es ya el clásico tartazo. En él, dos de los presentadores charlan sobre algún tema que no tiene nada que ver, hasta que, por algún designio de la conversación, el concursante se lleva el tartazo.

- Las de deportes: Lo que antes era el Test Tontuno, pero ahora centrado exclusivamente en las preguntas deportivas.

- Putadillas: La segunda putadilla es la aparición del burro Anselmo (una careta de burro que se le coloca al concursante mediante unas cuerdas).

- Juegos reunidos: Esta prueba suele variar entre el bingo, el dominó y las cartas. En el bingo, el concursante que saque la bola más alta gana. En la ficha de dominó, la ficha más alta gana, y en las cartas, lo mismo. El valor de las fichas se suma a la puntuación final, lo que provoca increíbles puntuaciones, sobre todo en el bingo.

- Cómo queda la cosa: El recuento final. El chaval (en los primeros programas, al cabo de unos cuantos programas, paso a hacerlo una chica de la audiencia) pasa frente a los concursantes con los rótulos en los que se muestra su puntuación. El ganador se lleva un Ipod. En caso de empate, el que antes abra un CD y lo muestre al público gana.

- La verbena: Tras un consejo final de los presentadores, se invita al público a bailar, junto a Richar, el chaval, y en ocasiones la chica de la audiencia.